# Campeonato Europeo de Patinaje Artístico sobre Hielo de 1939
El XXXVII Campeonato Europeo de Patinaje Artístico sobre Hielo se realizó en enero de 1939 en tres sedes distintas: el torneo masculino en Davos (Suiza), el femenino en Londres y el de parejas en Zakopane (Polonia). Fue organizado por la Unión Internacional de Patinaje sobre Hielo (ISU).

## Resultados

### Masculino
| Puesto | Nombre            | País        | Puntos |
| ------ | ----------------- | ----------- | ------ |
| Oro    | Graham Sharp      | Reino Unido |        |
| Plata  | Frederick Tomlins | Reino Unido |        |
| Bronce | Horst Faber       | Alemania    |        |

### Femenino
| Puesto | Nombre           | País        | Puntos |
| ------ | ---------------- | ----------- | ------ |
| Oro    | Cecilia Colledge | Reino Unido |        |
| Plata  | Megan Taylor     | Reino Unido |        |
| Bronce | Daphne Walker    | Reino Unido |        |

### Parejas
| Puesto | Nombre                     | País     | Puntos |
| ------ | -------------------------- | -------- | ------ |
| Oro    | Maxi Herber / Ernst Baier  | Alemania |        |
| Plata  | Ilse Pausin / Erich Pausin | Alemania |        |
| Bronce | Inge Koch / Günther Noack  | Alemania |        |

## Medallero
| Núm. | País        | Oro | Plata | Bronce | Total |
| ---- | ----------- | --- | ----- | ------ | ----- |
| 1    | Reino Unido | 2   | 2     | 1      | 5     |
| 2    | Alemania    | 1   | 1     | 2      | 4     |
|      | TOTAL       | 3   | 3     | 3      | 9     |